# José Mariano Méndez
José Mariano Méndez Cordero (n. Santa Ana; 25 de septiembre de 1777 - f. Guatemala; 30 de marzo de 1850) fue un abogado y sacerdote católico que desempeñó numerosos cargos en la Guatemala de fines de la época colonial y principios de la época post-independista siendo el principal párroco del Sagrario en Guatemala y posteriormente fundó la Escuela de artes y oficios que actualmente lleva su nombre en la ciudad de Santa Ana.

## Vida
José Mariano Méndez nació el 25 de septiembre de 1777 en la ciudad de Santa Ana hijo del teniente coronel Javier Méndez y Rosalía Cordero. Fue el segundo de 4 hermanos en seguir la carrera eclesiástica.
El 25 de julio de 1794 ingresó al Seminario Conciliar en Guatemala como colegial pensionista. Fue ordenado sacerdote el 28 de octubre de 1802 y en 1803 ya servía como vicerrector del Seminario Tridentino. En 1805 se graduó de abogado en la Universidad de San Carlos de Borromeo en Guatemala, después de haber practicado cuatro años la práctica forense. 
Desde junio de 1806 hasta enero de 1807, fue sacerdote interino de Jocotenango. En 1808 fue sacerdote interino de Retalhuleu y en 1811 obtuvo su doctorado en Sagrados Cánones. En 1810 fue Juez ordinario de matrimonio y después Ministro de la orden tercera de penitencia. 
En noviembre de 1811 fue comisionado para convencer a la Intendencia de San Salvador de no apoyar los movimientos independentistas, y en mayo de 1812 regresó a Guatemala. En 1813 fue nombrado albacea del Ministro principal del ejército y hacienda pública. En 1815 dejó ese cargo para viajar a España donde residió en Madrid; volviendo posteriormente a Centroamérica donde fue nombrado desde 1816 párroco del sagrario en Guatemala. 
Desde 1820 a 1821 fue diputado en representación de la Alcaldía Mayor de Sonsonate en las Cortes Generales donde se promulgó y reformó la constitución de Cádiz hecha en 1812; y en 1821 redactó el libro Memoria del estado político y eclesiástico de la Capitanía General de Guatemala. 
Durante la guerra civil de Centroamérica (1826-1829) su actuación fue mal juzgada por los conservadores poniéndolo en el convento de la Recolección. Se sabe poco de su vida posteriormente.
Murió en Escuintla, Guatemala el 30 de marzo de 1850.

## Legado
Su legado más importante es la Escuela de Artes y Oficios que en la actualidad lleva su nombre y la cual está ubicada en la ciudad de Santa Ana, en la República de El Salvador.
Por la ayuda de José Mariano Méndez, el Colegio Nacional de Señoritas de Santa Ana tuvo su propio edificio. Además en su testamento escribió una cláusula en donde ordenaba la venta de un terreno de la Hacienda Resbaladero para construir la Capilla San José en el Hospital San Juan de Dios.